# Повіт Сярі
Пові́т Ся́рі (яп. 斜里郡, しゃりぐん, МФА: [ɕaɾʲi guɴ]) — повіт в Японії, в окрузі Охотськ префектури Хоккайдо. 